# Ланько, Виталий Александрович
Вита́лий Алекса́ндрович Ланько́ (4 апреля 1977, Могилёв, Белорусская ССР, СССР) — белорусский футболист, нападающий.

## Биография
Выступал в различных чемпионатах постсоветского пространства: белорусском (могилёвские «Днепр» и «Торпедо», бобруйская «Белшина»), российском («Факел», «Кристалл», «Уралан», «Металлург-Кузбасс», «Спартак» из Нальчика, «Луч-Энергия», «Салют-Энергия», «Черноморец»), украинском («Вольнь»), казахстанском («Женис»). 22 января 2011 года вернулся в чемпионат Беларуси в «Торпедо-БелАЗ». С 2013 играл в клубах чемпионата Могилёва.
В июле 2020 года был приговорён к трём годам лишения свободы за организацию договорных матчей.
В августе 2021 года снова задержан по подозрению в попытке подкупа игрока для оказания влияния на матч «Нафтан» — «Локомотив». В декабре был осуждён на три года лишения свободы в колонии общего режима.

## Достижения
- Чемпион Беларуси: 1998

## Статистика
В Высшей лиге Беларуси провёл 204 игры, забил 27 мячей.
В российской Премьер-лиге провёл 72 игры, забил 3 мяча.
В украинской Премьер-лиге провёл 23 игры, забил 1 мяч.
В казахстанской Премьер-лиге провёл 7 игр.

## Статистика в сборной
| № | Дата            | Соперник   | Счёт | Голы Ланько | Турнир                   |
| 1 | 19 февраля 2004 | Румыния    | 0:2  | −           | Товарищеский матч        |
| 2 | 30 мая 2006     | Тунис      | 0:3  | −           | Товарищеский матч        |
| 3 | 2 июня 2006     | Ливия      | 1:1  | −           | Товарищеский матч        |
| 4 | 16 августа 2006 | Андорра    | 3:0  | −           | Товарищеский матч        |
| 5 | 2 сентября 2006 | Албания    | 2:2  | −           | Отборочные матчи ЧЕ-2008 |
| 6 | 6 сентября 2006 | Нидерланды | 0:3  | −           | Отборочные матчи ЧЕ-2008 |

Итого: 6 матчей; 1 победа, 2 ничьих, 3 поражения.